# Gunnar Ekedahl
Jonas Gunnar Wilhelm Ekedahl, född den 20 november 1901 i Kristianstad, död den 20 juli 1962 i Växjö, var en svensk jurist. Han var son till Waldemar Ekedahl.
Ekedahl avlade juris kandidatexamen vid Lunds universitet 1927. Han genomförde tingstjänstgöring 1927–1929 och advokatpraktik 1930–1932. Ekedahl blev extra ordinarie fiskal i hovrätten över Skåne och Blekinge 1934, adjungerad ledamot där 1938, assessor 1941, hovrättsråd 1946 och 1955, revisionssekreterare 1948 (tillförordnad 1944), häradshövding i Östra Värends domsaga 1957. Han var ordförande i poliskollegium för Kronobergs län 1958–1961. Ekedahl blev riddare av Nordstjärneorden 1949.